# Satyrus pallida
Satyrus pallida är en fjärilsart som beskrevs av Staudinger-rebel 1901. Satyrus pallida ingår i släktet Satyrus och familjen praktfjärilar. Inga underarter finns listade.